# Жіночий теніс
Жіночий теніс — один із найпопулярніших видів спорту для жінок. Це один із небагатьох видів спорту, де жінки набувають слави та популярності на рівні з чоловіками. Жіноча тенісна асоціація — це головна організація, яка займається жіночим тенісом.

## Історія
Жіночий теніс вперше був представлений на Олімпійських іграх 1900 року в Парижі та 1908 р. у Лондоні, але жіноча пара з'явилась лише в 1920 р. на Антверпенських іграх.
Однією з перших суперзірок жіночого тенісу є Сюзанна Ленглен, яка після шести титулів, виграних на Вімблдоні та на Internationaux de France, залишила аматорський теніс, щоб досягти першого професійного туру в Північній Америці в 1926—1927 роках. Тоді він вважався «Diva» 2.
Однак жіночий теніс насправді не набув популярності до 1960-х років, особливо до моменту створення WTA у 1970-х.

## Особливості жіночого тенісу
У жіночих тенісних матчах м'яч зазвичай грають без значних технічних прийомів (більше по м'ячу, що опускається). Гра ведеться, як правило, від задньої лінії та розіграші менш потужні, ніж у чоловіків. Гра проходить із переважаючою тактичною швидкістю та будується на передчутті. Подача також менш потужна та порівняно менш важлива, ніж у чоловіків. Однак спостерігається помітна еволюція в цьому компоненті з 1990-х років.